# Madrid-Puerta de Atocha-Almudena Grandes
Madrid-Puerta de Atocha-Almudena Grandes este o stație feroviară situată în complexul feroviar al stației Atocha, în orașul spaniol Madrid. În cadrul complexului, primește trenuri de mare viteză și majoritatea trenurilor pe distanțe lungi. Restul trenurilor care opresc la Atocha opresc la stația Atocha-Cercanías.

## Istoria
Stația a fost construită între 1985 și 1992, în spatele stației Atocha originale din 1892, pentru sosirea liniei de mare viteză Madrid-Sevilia. Operațiunea, condusă de arhitectul Rafael Moneo, a constat în înlocuirea stației Atocha cu două stații, Atocha Cercanías și Puerta de Atocha, transformând stația originală în concursul care oferă acces la cele două stații noi.
Își datorează numele vechii Puerta de Atocha a gardului lui Felipe al IV-lea care, situată la câțiva metri de stație, era una dintre intrările în Villa de Madrid. Clădirea constă într-o sală hipostyle mare și repetă, cel puțin parțial, aspectul vechii stații ca stație terminus, fără căi de trecere, deși nivelul peroanelor este puțin mai scăzut decât cel al patului inițial al căii ferate.
Accesul la noul terminal se face din baldachinul istoric, care are o zonă comercială și de agrement pentru pasagerii din zona cea mai apropiată de peroane.